# Alsia californica
Alsia californica là một loài Rêu trong họ Leucodontaceae. Loài này được (Hook. & Arn.) Sull. mô tả khoa học đầu tiên năm 1855.